# سیارک ۲۶۰۰
سیارک ۲۶۰۰ (به انگلیسی: 2600 Lumme، نامگذاری:1980VP) دو هزار و ششصدمین سیارک کشف شده‌است که در ۹ نوامبر ۱۹۸۰ کشف شد.
قدر مطلق سیارک برابر ۱۱٫۴۰ است.